# Markedsmekanisme
Markedsmekanismen er den mekanisme, hvorved markedskræfterne (samspillet mellem udbud og efterspørgsel) styrer udviklingen på et marked. Ændringer i enten udbuddet eller efterspørgslen vil føre til, at prisen på varen eller tjenesteydelsen bliver justeret. Hvis prisen eksempelvis stiger, vil nogle hidtidige efterspørgere tænkeligt holde op med at efterspørge varen eller i hvert fald efterspørge den i mindre grad, mens prisstigningen omvendt vil stimulere udbyderne til at sælge mere af varen. Er der tale om et marked med fuldkommen konkurrence  - idealtypen for et økonomisk marked - vil denne proces fortsætte, indtil udbud og efterspørgsel er lige store. Man siger, at der i dette tilfælde er markedsclearing - prisen har clearet markedet. Markedsmekanismen illustreres ofte i et udbuds-/efterspørgselsdiagram.
Forekommer der markedsfejl på markedet, kan de forstyrre markedsmekanismen, så ligevægten på markedet ikke bliver efficient (eller Pareto-optimal). Markedskræfterne fungerer i sådan en situation ikke tilstrækkelig hensigtsmæssigt. Markedsfejl kan også bevirke, at markedet ikke clearer, dvs. at udbud og efterspørgsel ikke er lige store i ligevægten. Eksistensen af arbejdsløshed er et eksempel herpå. Arbejdsløshed betyder, at arbejdstagernes udbud af ledig arbejdskraft ved den gældende løn er større end virksomhedernes efterspørgsel efter arbejdskraft; når arbejdsløshed kan eksistere i længere perioder, er det et tegn på, at der er markedsfejl, der forhindrer arbejdsmarkedet i at cleare.  